# Sulajmani bohrowie
Sulaimanī (także Sulaymanī Bohras; arab. سليمانی بوہرہ) – grupa wyznaniowa w łonie bohrów (musta'ilitów), powstała w wyniku sporu o sukcesję po śmierci 26 da'ia w 1592 r. Nazwa ich pochodzi od ich 27 da'ia Sulaimana ibn Hassana. Początkowo występowali głównie w Jemenie, obecnie także w Pakistanie i Indiach. Obecnie (2010) żyje na świecie ok. miliona musta'ilitów Sulaimanī z czego 700–750 tys. w Arabii Saudyjskiej i 100–150 tys. w Jemenie.